# ISA88
ANSI/ISA-88.00.0x est une norme américaine développée par l'ISA au sein du comité ISA88.
Elle est également publiée comme norme internationale CEI 61512 par la CEI au sein du comité SC65A.
La mission initiale du comité ISA88 était de « définir des standards et pratiques recommandés pour la conception et la  spécification des systèmes de contrôle des procédés de fabrication par lots (batch) mis en œuvre dans les industries de process ».
Le périmètre de la norme s'est depuis étoffé dans la pratique avec la définition de modèles de données pour l'interopérabilité entre systèmes et la structuration des données de production ainsi que la spécification des transformations physico-chimiques du produit, établissant le lien avec le PLM (Product Lifecycle Management).
La pratique réelle, les évolutions en cours et l'absence de standards équivalents la positionne comme référence universelle pour la conception fonctionnelle du contrôle de tous les procédés industriels au-delà des procédés de type « batch ».

## Contenu
La norme se compose actuellement des parties suivantes :
|  | Norme US                | Norme Intl        | Sous-Titre                                                                |
|  | ----------------------- | ----------------- | ------------------------------------------------------------------------- |
|  | ANSI/ISA-88.00.01: 1995 | EC 61512-1: 1997  | Part 1: Models and Terminology”                                           |
|  | ANSI/ISA-88.00.02: 2001 | EC 61512 -2: 2001 | Part 2: Data structures and guidelines for languages                      |
|  | ANSI/ISA-88.00.03: 2003 | IEC 61512-3: 2008 | Part 3: General and Site Recipe - Models and Representation               |
|  | ANSI/ISA-88.00.04: 2006 | IEC 61512-4: CCDV | Part 4: Batch Production Records                                          |
|  | ISA Draft88.00.05       | NA                | Part 5: Implementation Models & Terminology for Modular Equipment Control |
|  | ISA-TR88.0.03-1996      | NA                | Possible Recipe Procedure Presentation Formats                            |
|  | ISA-TR88.00.02-2008     | NA                | Machine and Unit States: An Implementation Example of ISA-88              |
|  | ISA-TR88.95.01          | NA                | Using ISA-88 and ISA-95 Together                                          |

## En bref
Les points clés de la norme ISA-88 peuvent être résumés de la façon suivante :

### Conception Orientée Objet
La norme propose des modèles pour décomposer les éléments de spécification en objets faisant référence à des classes réutilisables.

### Entité d'Équipement
La norme propose de rompre avec la notion de "système d'automatisme" en intégrant le support informationnel dans la réalité physique de l'installation mécanique (un objet d'automatisme fait toujours partie d'un objet physique, constituant une "entité d'équipement"). C'est à la fois la principale originalité de la norme permettant d'offrir le niveau de flexibilité et de robustesse requis par la dynamique industrielle, et l'un des points les plus difficiles à appréhender par les praticiens.

### Séparation Produit / Procédé / Équipement
La norme définit 3 niveaux de définition fonctionnelle correspondant chacun à une responsabilité spécifique :
- Produit : La définition des exigences d'élaboration du produit (R&D)
- Procédé : La définition des exigences opératoires pour mettre en œuvre les exigences produits sur une installation physique déterminée (Industrialisation)
- Équipement : La définition des exigences de fonctionnement des équipements (ingénierie)

## Les modèles de la norme

### Modèle Process
Ce modèle décrit l'actif produit par une séquence hiérarchisée des transformations physico-chimiques des matières incorporées pour obtenir le(s) produit(s) fini(s) et ses co/sous-produits.
Il constitue le support pour la description des « Recettes Indépendantes des Équipements » ou Recettes Générales/Site.
Le langage graphique et tabulaire PPC (Process Procedure Chart) s'appuie sur ce modèle pour représenter la spécification produit de manière non ambigüe.

### Modèle Physique
Ce modèle décrit l'actif physique de l'entreprise à partir duquel s'articulera l'ensemble de la description des services informationnels sur les deux niveaux « Procédé » (recette) et « Équipement » (automatisme). Il constitue donc l'ossature de la définition fonctionnelle en organisant la hiérarchie des entités d'équipement de l'installation.
Ce modèle dont la terminologie est adaptée aux procédés batchs, a été repris et adapté par la norme ISA-95 pour couvrir l'ensemble des besoins de modélisation de l'actif physique et repris par les praticiens de l'ISA-88 pour adresser de façon plus pertinente les procédés non-batchs.

### Modèle Procédural
Ce modèle décrit les aspects comportementaux définissant l'automatisme des équipements et le mode opératoire (recette) pour élaborer le produit.
Il décrit de manière hiérarchique les services offerts par les équipements pour la mise en œuvre des procédés aussi bien que le procédé opératoire lui-même.
Il permet donc de décrire aussi bien des modes opératoire très simples faisant appel à des services complexes des équipements  qu'à l'inverse des modes opératoires complexes activant des services simples, par exemple :
- animer une campagne de distillation en spécifiant les paramètres applicables au service procédé « Distiller » entièrement prédéfini par l'automatisme de l'installation
- animer la production d'un composé chimique en spécifiant la séquence opératoire au niveau des actions élémentaires telles que « chauffer » « mélanger » « agiter »

Le langage PFC (Procedural Function Chart) s'appuie sur ce modèle pour spécifier de manière non ambigüe le mode opératoire.

### Modèles Recettes
La norme définit une hiérarchie de « recettes » correspondant à deux types principaux : les recettes de spécification produit - indépendantes des installations et les recettes d'exécution pour fabriquer un produit sur une installation déterminée. Elle en définit également le contenu informationnel.

### Modèle Activités
Ce modèle définit les activités de gestion informationnelle de l'exploitation des installations de fabrication, recouvrant la gestion des recettes et de l'information de production, la planification détaillée des ordres de production, la préparation de l'installation avant lancement, la supervision du procédé et l'animation des équipements.
Il est en grande partie en recouvrement avec le modèle des activités de gestion opérationnelle de la production présenté dans la partie 3 de la norme ISA-95

### Modèle des enregistrements de production
Ce modèle définit une structure globale permettant d'organiser efficacement toutes les données relatives à la production : évènements, séries chronologiques, données de référence, informations de gestion, suivi des auteurs et des modifications... Il intègre certains modèles ISA-95.
En offrant un suivi précis et structuré de l'information de production, et au-delà du simple reporting, il ouvre de nouvelle perspectives pour l'amélioration continue des produits et des procédés en permettant une rétroaction efficace vers la R&D.

## Applications

### Logiciels "Batchs"
La norme a été largement promue à son origine par les éditeurs de logiciels et les automaticiens ont longtemps assimilé de façon réductrice la norme aux "Gestionnaires de batch" et autres "Batch manager". Aujourd'hui, tous les fournisseurs de solutions de contrôle-commande disposent d'une offre de ce type permettant de créer des recettes, de les animer et de capter des informations contextuelles sur le déroulement de la fabrication.

### Spécification Fonctionnelle
La norme a atteint son objectif en offrant un cadre structuré efficace pour répondre aux besoins pour le contrôle des processus physiques. La focalisation sur les solutions rappelée ci-dessus, la limitation apparente de la norme aux procédés batch, et la pratique courante de ne pas formaliser les spécifications fonctionnelles dans ce domaine ont toutefois modéré l'adoption de la norme sur ce point. Il n'existe aucun outil majeur pour supporter la rédaction de spécification fonctionnelles basée sur cette norme. On citera en revanche les solutions de Francis Lovering - ControlDraw - et de Jean-Michel Rayon - XNodes.

### PLM et historians
Avec la publication des parties 3 et 4, la norme ISA-88 apporte une contribution notable pour la gestion du cycle de vie produit en permettant de formaliser les exigences de transformation physico-chimiques abstraites de la nature des équipements de production et en structurant efficacement de manière cohérente l'information issue de la production dans une perspective d'amélioration continue des produits et des procédés.
La norme permet à tous les utilisateurs de l'information de production de disposer d'une base neutre d'accès à l'information indépendamment des solutions d'acquisition et de leur disparité.

## Autres travaux en relation avec l'ISA-88

### Norme ISA95
En principe, les normes ISA-88 et ISA-95 se distinguent clairement par leur focalisation respective sur le contrôle des flux et transformations physiques dans l'atelier d'une part, sur la gestion des activités liées à la production et l'interopérabilité autour du système de production d'autre part.
En pratique, les deux normes se recouvrent largement au point que la plupart de modèles ISA-88 peuvent apparaître comme des instances de « meta-modèles » ISA-95... Ceci s'explique par le pragmatisme à la base de ces normes qui s'oppose à un niveau d'abstraction suffisant pour intégrer les deux normes dans une même perspective. 
Toutefois, les deux normes prises ensemble s'avèrent particulièrement pertinentes pour supporter une démarche d'architecture de fabrication couvrant toutes les dimensions du système de production, la redondance et la compatibilité des modèles ne faisant que renforcer la cohérence globale qui s'en dégage.
Un groupe de travail indépendant s'est mis en place pour tenter de construire une ontologie commune susceptible de tirer parti des concepts des deux normes et de s'affranchir au besoin des contraintes terminologiques.

### B2MML/BatchML
Le groupe de travail XML du WBF avait développé un schéma XML nommé BatchML pour mettre en œuvre les modèles définis dans la seconde partie de la norme dans le développement d'interfaces XML. Il permettait d'échanger l'information relative aux recettes, aux équipements et leurs services, aux ordres de fabrication et à la production elle-même. Ce dernier point a été ensuite détaillé dans la partie 4 de la norme ISA-88 en intégrant une partie des modèles ISA-95, entrainant une refonte de BatchML conduisant à son intégration dans B2MML, initialement dédié à ISA-95.

### Namur NE33
La spécification NE033 développée par l'association allemande NAMUR antérieurement à l'ISA-88 a fourni les bases conceptuelles de la norme. Ce document clair et concis constitue une lecture très utile même si la terminologie et certains concepts diffèrent de ceux de la norme.

### ASTRID/DeltaNodes
Également antérieur à ISA-88, cette méthode de conception de l'automatisme axée sur l'intégrité des flux complète efficacement ISA-88 en proposant des règles de modélisation précises pour les « modules de contrôles » (qu'elle désigne sous le nom de « Ressources ») et en tirant parti de leur allocation flexible non mise à profit explicitement dans la norme ISA-88.
Elle a été développée par Rhône-Poulenc avec le concours de Jean-Michel Rayon qui en assure la promotion et le support.